# قانون كنسي
القانون الكنسي هو النظام الأساسي القانوني لمجموعة القوانين والأنظمة الصادرة أو التي تعتمدها السلطة الكنسيّة والمنظمات المسيحية وأعضائها. هذا هو القانون الداخلي الذي ينظم العمل الكنسي للكنيسة الكاثوليكية (الكنيسة الرومانية الكاثوليكية وطقوس الكنائس الكاثوليكية الشرقية على حد سواء)، والكنائس الأرثوذكسية الشرقية والمشرقية، والكنيسة الأنجليكانية. هذه القوانين هي قواعد ملزمة والتي تحكم علاقات الأفراد ومعاملاتهم، والتي تخضع للمصادر الكنسية المسيحية ولا تنصرف فقط إلى مسائل الأحوال الشخصية (من زواج وتفريق وغيره من مسائل الأحوال الشخصية) لكن أيضًا إلى تطبيق المصادر المسيحية الكنسية المعترف بها والمعتمدة والنابعة من سلطة الباباوات في جل معاملات المخاطبين بالقانون الكنسي في حالات عامة أو خاصة.
مصادر القانون الكنسي: الكتاب المقدس، قوانين الرسل (الدسقولية والديداخي) وكتابات آباء الكنيسة (موسوعة آباء ما قبل نقية وموسوعة آباء نقية وما بعدها) والمجامع.
وقد تم استخدام القانون الكنسي في مختلف البلدان الأوروبية، وخصوصًا وسط وغرب أوروبا (باستثناء المملكة المتحدة). وتستند هذه القوانين على القواعد الدينيّة الكاثوليكيّة. تأثير القانون الكنسي كبير حتى اليوم فالقوانين الحديثة للدول الأوروبية مثل فرنسا وإيطاليا وألمانيا وغيرها استقت من القانون الكنسي.

## القانون الكنسي في الكنيسة الكاثوليكية

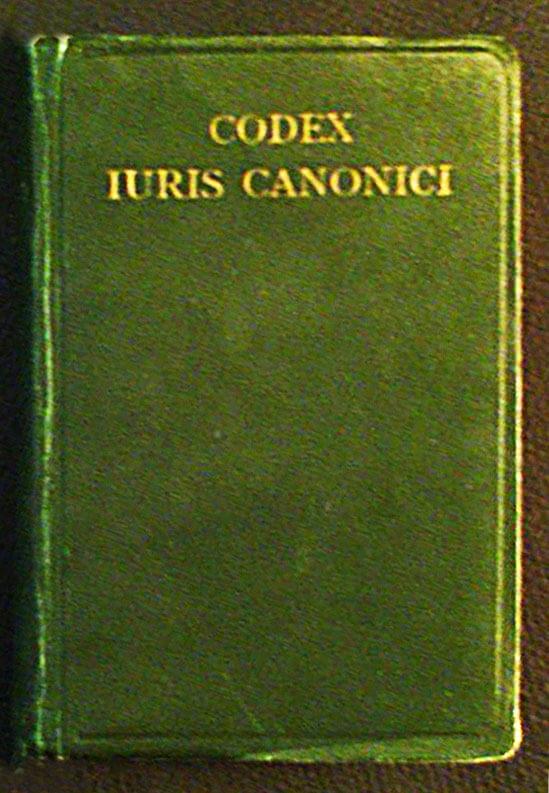
غلاف كتاب القانون الكنسي.

القانون الكنسي للكنيسة الكاثوليكية (باللاتينية: ius canonicum) هو نظام الشريعي والقوانين والمبادئ القانونية التي وضعتها وفرضتها السلطات الهرمية للكنيسة الكاثوليكية لتنظيم تنظيمها الخارجي وحكومتها وتنظيمها وتوجيه نشاطات الكاثوليك نحو رسالة الكنيسة. ومثل ذلك كان مرتبطًا بشكل مباشر مع القانون المدني، حيث أن القانون المدني ممثل لسلطة الإمبراطور، والذي كان أيضًا مرتبط ارتباطًا مباشرًا مع القانون الكنسي والقانون الروحي الذي يمثل السلطة البابوية. المحاكم كانت منفصلة: نظام مدني وكنسي. بعض السلطات القضائية كان فيها تداخل. كان القانون الكنسي للكنيسة الكاثوليكية أول نظام قانوني غربي حديث، وهو أقدم نظام قانوني يعمل باستمرار في العالم الغربي، في حين أن التقاليد الفريدة لقانون الكنسية الشرقية الكاثوليكية تحكم 23 كنيسة كاثوليكية شرقية خاصة.
قبل الإصلاح البروتستانتي كان للكنيسة سلطة في القضايا المدنية، خصوصًا في مسائل الأسرة والميراث. تأثر القانون الكنسي بالقانون الروماني وعند نهضة التعليم في إيطاليا، حيث بنيت أول جامعة هي جامعة بولونيا، فعرفت الجامعة كمركز لدراسات القانون الكنسي. وعُلّم في الجامعات الأوروبية وخاصةً في إيطاليا القانون الكنسي جنبًا إلى جنب مع القانون الروماني المدني، بالإضافة منحت درجات الدبلوم والدكتوراة في القانون الكنسي. اليوم ما زالت العديد من المؤسسات الجامعيّة المسيحيّة خصوصًا الجامعات البابوية تدرّس القانون الكنسي.
ما قد يصفه البعض بـ «الشرائع» التي تبناها الرسل في مجلس أورشليم في القرن الأول، سوف يتطور لاحقًا إلى نظام قانوني شديد التعقيد لا يشمل فقط قواعد العهد الجديد والعهد القديم، ولكن أيضاً على بعض عناصر التقاليد القانونية الرومانية، والقوطية الغربية، والساكسونية، والسلتية.
يُمكن تقسيم تاريخ القانون الكنسي اللاتيني إلى أربع فترات: القانون القديم (باللاتينية: jus antiquum)، والقانون الجديد (باللاتينية: jus novum)، وقانون اليمين (باللاتينية: jus novissimum) وقانون القانون الكنسي. يخضع القانون الكنسي للكنائس الشرقية الكاثوليكية، الذي طور بعض الأنظمة والممارسات المختلفة، لعملية تدوين خاصة به، مما أدى إلى إصدار قانون قوانين الكنائس الشرقية الصادر في عام 1990 من قبل البابا يوحنا بولس الثاني.

### القانون الكنسي الكاثوليكي كنظام قانوني

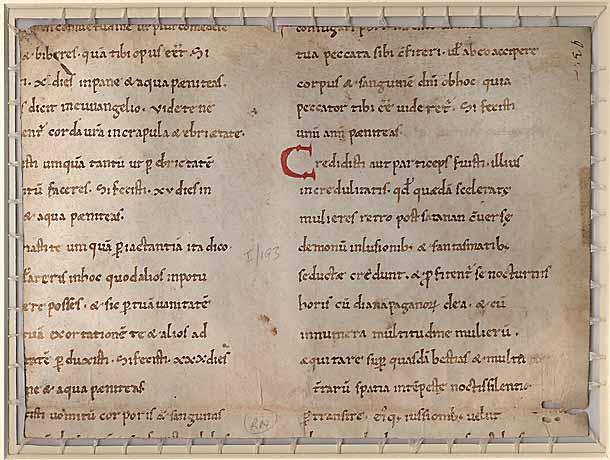
صورة لصفحة من القانون الكنسي تعود للقرن الثالث عشر.

القانون الكنسي الروماني الكاثوليكي هو نظام قانوني متطور بالكامل، مع جميع العناصر الضرورية: المحاكم، والمحامون، والقضاة، وقانون قانوني مُفصّل بالكامل، ومبادئ التفسير القانوني، والعقوبات القسرية، على الرغم من أنه يفتقر إلى القوة الملزمة مدنيًا المُطبق في معظم السلطات القضائية العلمانية. أحد الأمثلة التي حدث فيها تعارض بين القانون العلماني والقانون الكنسي كان في النظام القانوني الإنجليزي، وكذلك الأنظمة المشتقة منه، مثل الولايات المتحدة. هنا يُمكن للمجرمين التقدم لمصلحة رجال الدين. كونهم في أوامر مقدسة، أو يزعمون بطريقة احتيالية، أن المجرمين يمكن أن يختاروا أن يحاكموا أمام المحاكم الكنسية بدلاً من المحاكم العلمانية. كانت المحاكم الكنسية بشكل عام أكثر تساهلاً. في ظل حكم أسرة تيودور، تم تقليل نطاق المنفعة الكتابية بشكل مطرد من قبل هنري السابع، وهنري الثامن، وإليزابيث الأولى.
الدرجات الأكاديمية في القانون الكنسي هي ليسانس في القانون الكنسي وتؤخذ عادة كدرجة دراسات عليا، وإجازة جامعية في القانون الكنسي ودكتور في القانون الكنسي أو دكتوراه في القانون الكنسي. بسبب طبيعتها المتخصصة، تُعتبر الدرجات العلمية المتقدمة في القانون المدني أو اللاهوت شروطًا أساسية لدراسة القانون الكنسي.
تم تكييف الكثير من الأسلوب التشريعي للقانون الكنسي من قانون القانون الروماني لقانون جستنيان. نتيجة لذلك، تميل المحاكم الكنسية الرومانية الكاوثلكيية إلى اتباع أسلوب القانون الروماني لأوروبا القارية مع بعض الاختلاف، حيث تضم لجانًا جماعية من القضاة وشكلًا تحقيقيًا من الإجراءات يسمى «نظام التمحيص» للاستعلام. هذا على النقيض من شكل الإجراءات المغارمة الموجود في نظام القانون العام في القانون الإنجليزي والقانون الأمريكي، والذي يتميز بأشياء مثل هيئات المحلفين والقضاة الفرديين.
توازنت مؤسسات وممارسات القانون الكنسي مع التطور القانوني في كثير من أنحاء أوروبا، وبالتالي، فإن كلا من القانون المدني الحديث والقانون العام يحملان تأثيرات القانون الكنسي. كما يقول إدسون لويز سامبل، الخبير البرازيلي في القانون الكنسي، فإن القانون الكنسي موجود في نشأة معاهد مختلفة للقانون المدني، مثل القانون في أوروبا القارية ودول أمريكا اللاتينية. بشكل غير مباشر، للقانون الكنسي تأثير كبير في المجتمع المعاصر.
تتبع النظرية الفقهية الكنسية بشكل عام مبادئ الفلسفة القانونية الأرسطية التوماوية. في حين أن مصطلح «القانون» لم يتم تعريفه صراحةً في القانون الكاثوليكي للقانون الكنسي، فإن التعليم المسيحي للكنيسة الكاثوليكية يستشهد بتوما الأكويني في تعريفه للقانون على أنه «... من هو المسؤول عن المجتمع ويعيد صياغته ليصبح... قاعدة سلوك تسنها السلطة المختصة من أجل الصالح العام».

## القانون الكنسي في الكنيسة الأرثوذكسية الشرقية
قامت الكنيسة الأرثوذكسية الشرقية، بشكل أساسي من خلال عمل الباحث الرهباني الآثوسي في القرن الثامن عشر، نيقوديموس الهاجيوريت، بتجميع شرائع وتعليقات السلطات الكنيسة الأرثوذكسية الشرقية في عمل يُعرف باسم Pēdálion (باليونانية: Πηδάλιον)، وسُميت بهذا الاسم لأنها تعني «لتوجيه» الكنيسة في نظامها. ويجب تطبيق التحديدات العقائدية للمجامع بصرامة لأنها تعتبر أساسية لوحدة الكنيسة والحفاظ على الإنجيل بأمانة بحسب المعتقدات الأرثوذكسية.

## القانون الكنسي في الكنيسة الأنجليكانية
في كنيسة إنجلترا، لا تزال المحاكم الكنسية التي قررت سابقًا في العديد من الأمور مثل النزاعات المتعلقة بالزواج والطلاق والوصايا والتشهير، تتمتع بالسلطة القضائية في بعض الأمور المتعلقة بالكنيسة (مثل تأديب رجال الدين، وتغيير ممتلكات الكنيسة، والقضايا المتعلقة بساحات الكنائس). يعود وضعهم المنفصل إلى القرن الثاني عشر عندما فصلهم النورمان عن المقاطعة العلمانية / الدينية المختلطة والمحاكم المحلية التي كان يستخدمها الساكسون. على عكس المحاكم الأخرى في إنجلترا، فإن القانون المستخدم في الأمور الكنسية هو على الأقل جزئيًا نظام قانون مدني، وليس قانونًا عامًا، على الرغم من أنه محكوم بشدة بالقوانين البرلمانية. منذ الإصلاح البروتستانتي، أصبحت المحاكم الكنسية في إنجلترا محاكم ملكية. ألغى هنري الثامن تدريس القانون الكنسي في جامعتي أكسفورد وكامبريدج؛ بعد ذلك تم تدريب الممارسين في المحاكم الكنسية في القانون المدني، وحصلوا على درجة الدكتوراه في القانون المدني (DCL) من جامعة أكسفورد، أو درجة الدكتوراه في القانون (LL.D) من جامعة كامبريدج. تمركز هؤلاء المحامون (يُطلق عليهم «الأطباء» و«المدنيون») في «دكتورز كومنز»، على بعد بضعة شوارع جنوب كاتدرائية القديس بولس في لندن، حيث احتكروا قضايا الوصايا والإرث والزواج والأميرالية حتى تم إلغاء اختصاصهم إلى القانون العام المحاكم في منتصف القرن التاسع عشر.

## القانون الكنسي في الكنائس الإصلاحية
في الكنائس المشيخية والإصلاحية، يُعرف القانون الكنسي باسم «الممارسة والإجراءات» أو «نظام الكنيسة»، ويتضمن قوانين الكنيسة التي تحترم حكومتها ونظامها وممارساتها القانونية وعبادتها.
تم انتقاد القانون الكنسي الروماني من قبل المشيخيين في وقت مبكر من عام 1572 في العتاب على البرلمان. تركز الاحتجاج على الدفاع المعياري الذي يمكن الإبقاء على القانون الكنسي طالما أنه لا يتعارض مع القانون المدني. وفقًا لبولي ها، دحضت حكومة الكنيسة الإصلاحية هذا، مدعية أن الأساقفة كانوا يطبقون القانون الكنسي منذ 1500 عام.

## القانون الكنسي في الكنيسة اللوثرية
كتاب الوفاق (بالألمانية: Konkordienbuch)، هو البيان العقائدي التاريخي للكنيسة اللوثرية، يتألف من عشرة وثائق عقدية معترف بموثوقيتها في اللوثرية منذ القرن السادس عشر. وهي تُعرف أيضًا باسم الكتب الرمزية للكنيسة اللوثرية الإنجيلية. نشر كتاب الوفاق باللغة الألمانية بمدينة درسدن في 25 يونيو 1580 الموافق للذكرى السنوية الخمسين لتقديم إقرار أوغسبورغ إلى الإمبراطور شارل الخامس في اجتماع أوغسبورغ. نشر النسخة اللاتينية الموثوقة سنة 1584 في لايبزيغ. أولئك الذين يقبلون بها كمعيار مذهبي يعتبرونه عرض وفي للكتابات المقدسة. الكتابات المقدسة ترد في كتاب الوفاق على أنها سولا سكريبتورا، والمصدر الإلهي وقواعد كل الدين المسيحي. ومع ذلك، فإن كتاب الوفاق هو وثيقة طائفية (تنص على المعتقد الأرثوذكسي) وليس كتاب القواعد الكنسية أو الانضباط، مثل القانون الكنسي. تؤسس كل كنيسة وطنية لوثرية نظامها الخاص للترتيب والانضباط الكنسي، على الرغم من الإشارة إلى هذه باسم «القوانين».